# Speerdrager

Marmeren kopie van de speerdrager

De speerdrager of doruphoros (Latijn: doryphorus, Oudgrieks: δορυφόρος) was een Grieks bronzen beeld. Het verloren gegane originele beeld werd vervaardigd in de periode 450 v.Chr. - 440 v.Chr. door de Griekse beeldhouwer Polykleitos. Het bronzen beeld was ongeveer 2 m hoog. Polykleitos is ook bekend vanwege zijn latere meesterwerken de diadeemdrager (diadumenos) en de discusdrager (diskophoros).
De beelden van de speerdrager die vandaag nog bestaan zijn Romeinse kopieën. Een van de kopieën werd gevonden te Pompeï. Deze marmeren kopie van de speerdrager is te bezichtigen in het Museo Archeologico Nazionale te Napels. Een andere marmeren kopie bevindt zich in de vleugel Braccio Nuovo van de Vaticaanse musea. Er zijn ongeveer nog 70 replica's bewaard gebleven van het lichaam en het hoofd.

## Beeldhouwstijl

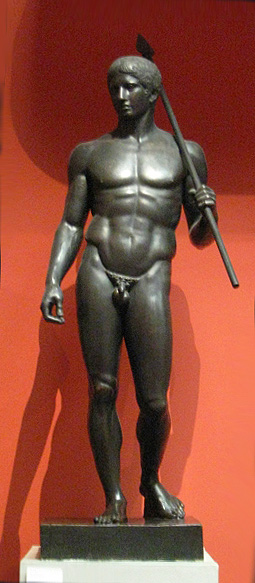
Bronzen kopie van de speerdrager, voorkant

Het originele beeld werd gemaakt tijdens de klassieke periode (500 v. Chr. - 300 v. Chr.) en behoort tot de 'rijpe stijl' (450 v. Chr - 380 v. Chr.).
In de rijpe stijl merken wij een verdere ontwikkeling in de beelden. De contrapost werd tijdens deze stijl volledig ontwikkeld dankzij de Griekse beeldhouwer Polykleitos. In zijn beeld de speerdrager ontwikkelde hij deze contrapost en ook de eerste canon. De canon is een verzameling van schoonheidsregels gebaseerd op een wiskundige theorie waardoor de afmetingen van de delen van het lichaam een vaste verhouding hebben. Het hoofd is daarmee 1/7 van het lichaam.
De beelden vertonen een grote beweging, een betere detaillering en een harmonisch evenwicht in de lichaamsbeweging waardoor de beelden een natuurlijke en dynamische uitstraling krijgen. Deze beweging merken wij in de vrijere stand van de benen, het verdwijnen van de symmetrie in de schouders, de flanken en de scheve heupstand. De frontale beelden verdwijnen en de anatomie is uitgewerkt.
In deze periode waren vooral atleten, helden of goden het onderwerp. De mens werd in de beelden voorgesteld met ideale verhoudingen.

## Het beeld

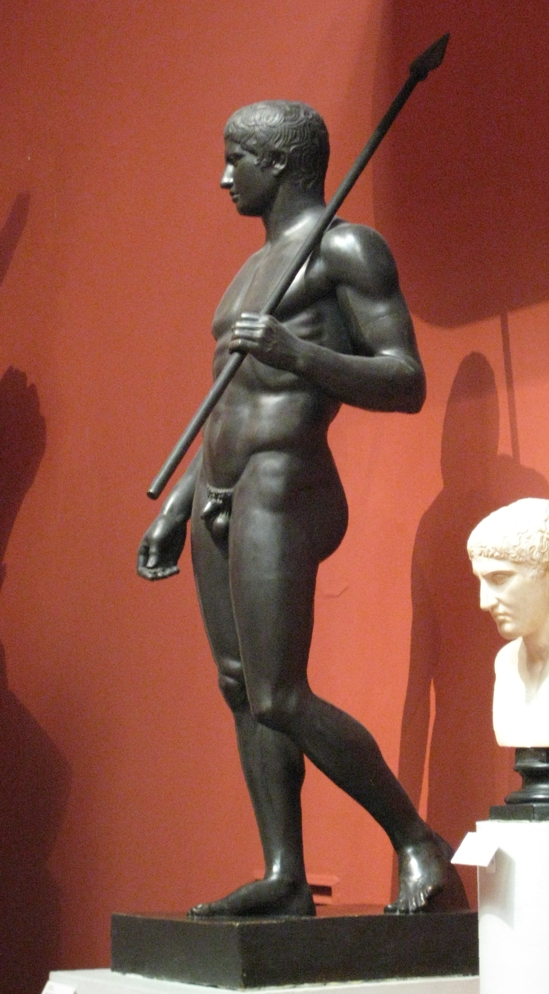
Bronzen kopie van de speerdrager, zijkant

De speerdrager is van dezelfde stijl als de discuswerper van Myron van Eleutherae en de overige beelden van Polykleitos. Deze beelden vertonen al een groot verschil met beelden uit de 'strenge stijl', zoals de Wagenmenner van Delphi en de Poseidon van Artemision.
Het beeld stelt waarschijnlijk een volmaakte Griekse atleet voor die een speer draagt. Men vermoedt dat het beeld Achilleus voorstelde. Het beeld steunt op één been, het rechterbeen. Het linkerbeen is licht gebogen en de linkervoet is gedraaid, waardoor het linkerbeen ontspannen en vrij is. De scheve houding die ontstaat in de heupen (de rechterheup bevindt zich iets hoger dan de linkerheup), wordt door de schouders en armen weer in evenwicht gebracht. De rechterarm bevindt zich ontspannen naast het lichaam, terwijl de linkerarm gebogen en gespannen is. In de linkerarm wordt de speer vastgehouden. Er zijn twee manieren hoe de speer in de hand kan hebben gezeten: ofwel met de speerpunt gericht naar boven, ofwel met de punt naar beneden. Door de contrapost is het beeld zowel in rust als in beweging.
Bij de Romeinse kopieën bevindt zich achter het beeld een marmeren steunblok om het gewicht van het marmer te kunnen dragen. Bij het originele bronzen beeld van Polykleitos was dit niet aanwezig.
Het originele bronzen standbeeld werd vermoedelijk gegoten volgens de techniek van het bronsgieten van de Griekse oudheid. Om het beeld te vervaardigen werd een driedimensionale afdruk gemaakt van de verschillende delen van het beeld in een gietmal. De delen werden door middel van mechanische technieken als klinken en lassing aan elkaar verbonden.

## Gerelateerde onderwerpen
- Oud-Griekse beeldhouwkunst